# Bø kommun, Nordland
Bø kommun (norska: Bø kommune) är en kommun i Nordland fylke i norra Norge. Kommunen omfattar den västra delen av ön Langøya samt ett antal mindre omkringliggande öar inom ögruppen Vesterålen i den norra delen av fylket. Centralort är tätorten Straume.
Angränsande kommuner är Øksnes i nordöst samt Sortland i öster. Kommunen har även en maritim gräns med Hadsels kommun i sydöst.

## Etymologi
Kommunen (ursprungligen socknen) är döpt efter en gammal gård vid namn Boy (fornnordiska: Bœr), eftersom den första kyrkan byggdes där. Ordet bœr betyder i sin tur just "bondgård".

## Administrativ historik
Bø kommun grundades den 1 januari 1838, samtidigt med flertalet andra norska kommuner.
1866 överfördes ett område med 40 invånare från Øksnes kommun. 1964 överfördes ett område med 271 invånare från Øksnes kommun i samband med att resten av Øksnes kommun slogs samman med Langenes kommun.

## Befolkning
Kommunen har upplevt en stadig befolkningsminskning sedan 1950-talet, då 6 122 personer bodde där. Enligt 2001 års folkräkning bodde 3 156 invånare i kommunen, medan en uppskattning för fjärde kvaralet 2007 visade på en befolkning på 2 866.. Norges statistiska centralbyrå förutser även en fortsatt befolkningsminskning.

## Tätorter
I Bø kommun finns två tätorter:
- Bø
- Straume (centralort)

## Socknar
Inom Norska kyrkan motsvaras Bø kommun av Bø og Malnes socken i Vesterålens prosteri i Sør-Hålogalands stift.

## Bilder

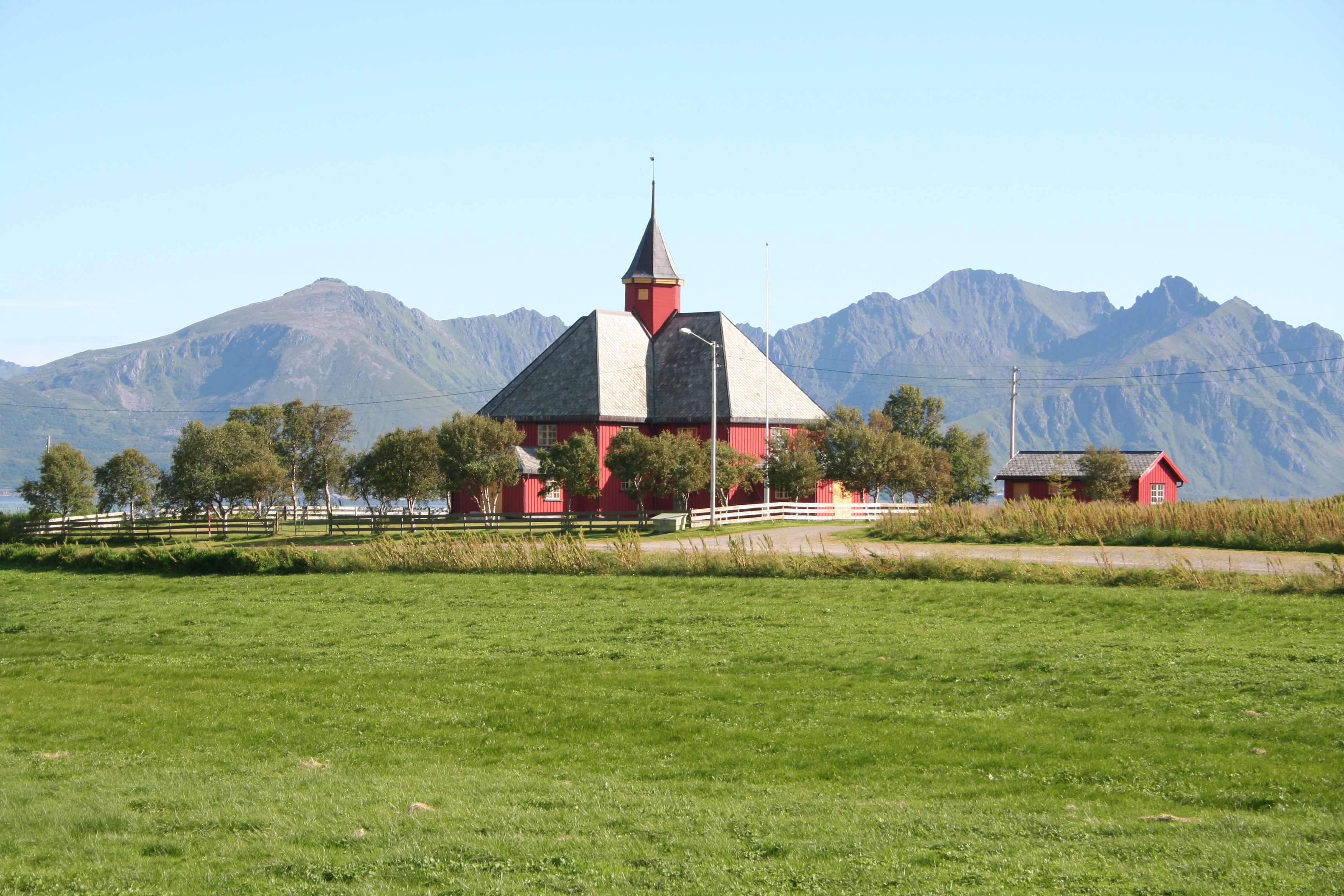
Bø kyrka.
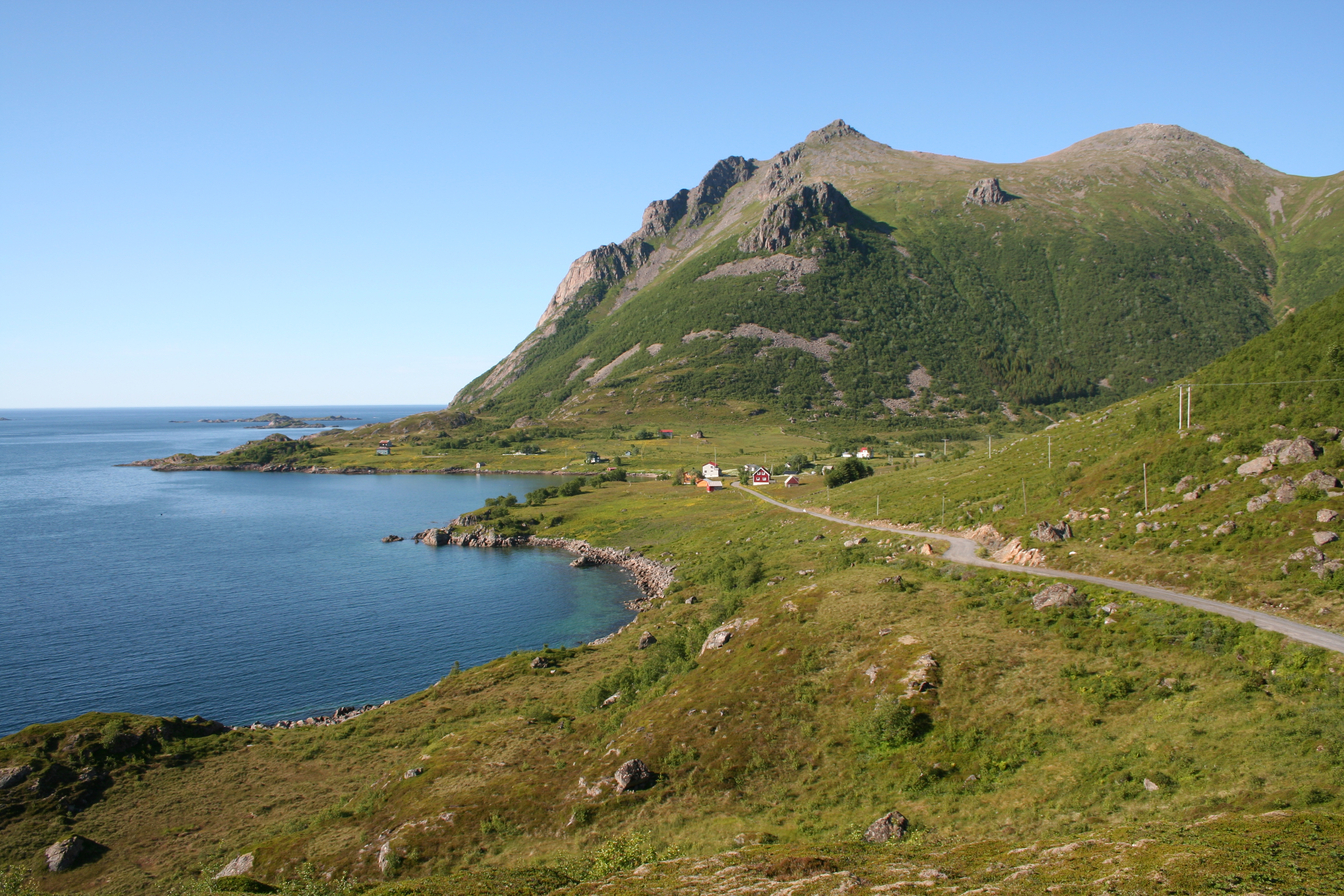
Utskor.